# Амбуссель
Амбуссель — озеро, що знаходиться в Танзанії на плато Лоссогоної (англ. Lossogonoi Plateau). Разом з водосховищем Ньюмба-я-Мунгу, озером Хала та озером Джипе є одним з чотирьох водойм у басейні Пангані.